# تاپ
تاپ (به انگلیسی: top) پوشاکی است که دست کم سینه را می‌پوشاند اما به‌طور معمول بخش بالایی بدن انسان را بین گردن و کمر پوشش می‌دهد. پایین تاپ‌ها می‌تواند تا میان‌تنه یا تا وسط ران‌ها رسیده باشد. تاپ مردانه به‌طور کلی با شلوار و تاپ زنانه با شلوار، لگ یا دامن ست می‌شوند. گونه‌های پرکاربردتر تاپ عبارتند از تی‌شرت، بلوز و پیراهن.
تاپ وام‌واژه‌ای از زبان انگلیسی است که برای گونه‌ای پوشاک (بیشتر زنانه) که از کمر تا گردن را می‌پوشاند به کار می‌رود. در زبان انگلیسی، واژهٔ تاپ برای گونه‌های مختلفی از پوشش بالاتنه به کار می‌رود (از جمله تی‌شرت) اما در زبان فارسی، واژهٔ تاپ بیشتر تنها برای گونه‌های ویژه‌ای از این پوشش که آستین ندارند به کار می‌رود.
تاپ ممکن است توسط بندی که روی شانه‌ها قرار می‌گیرد یا دور گردن واقع می‌شود روی تنه نگه داشته شود، یا آن که بدون بند باشد. به تاپ بدون بند در زبان انگلیسی tube top و به نوعی که بند آن در پشت گردن قرار می‌گیرد halter top گفته می‌شود. به نوعی که دارای بندهای روی شانه است نیز tank top گفته می‌شود. هم‌چنین برخی از تاپ‌ها کوتاه هستند، به شکلی که شکم و کمر فرد را نمی‌پوشانند؛ به این انواع در زبان انگلیسی crop top نام می‌دهند.

## نگارخانه

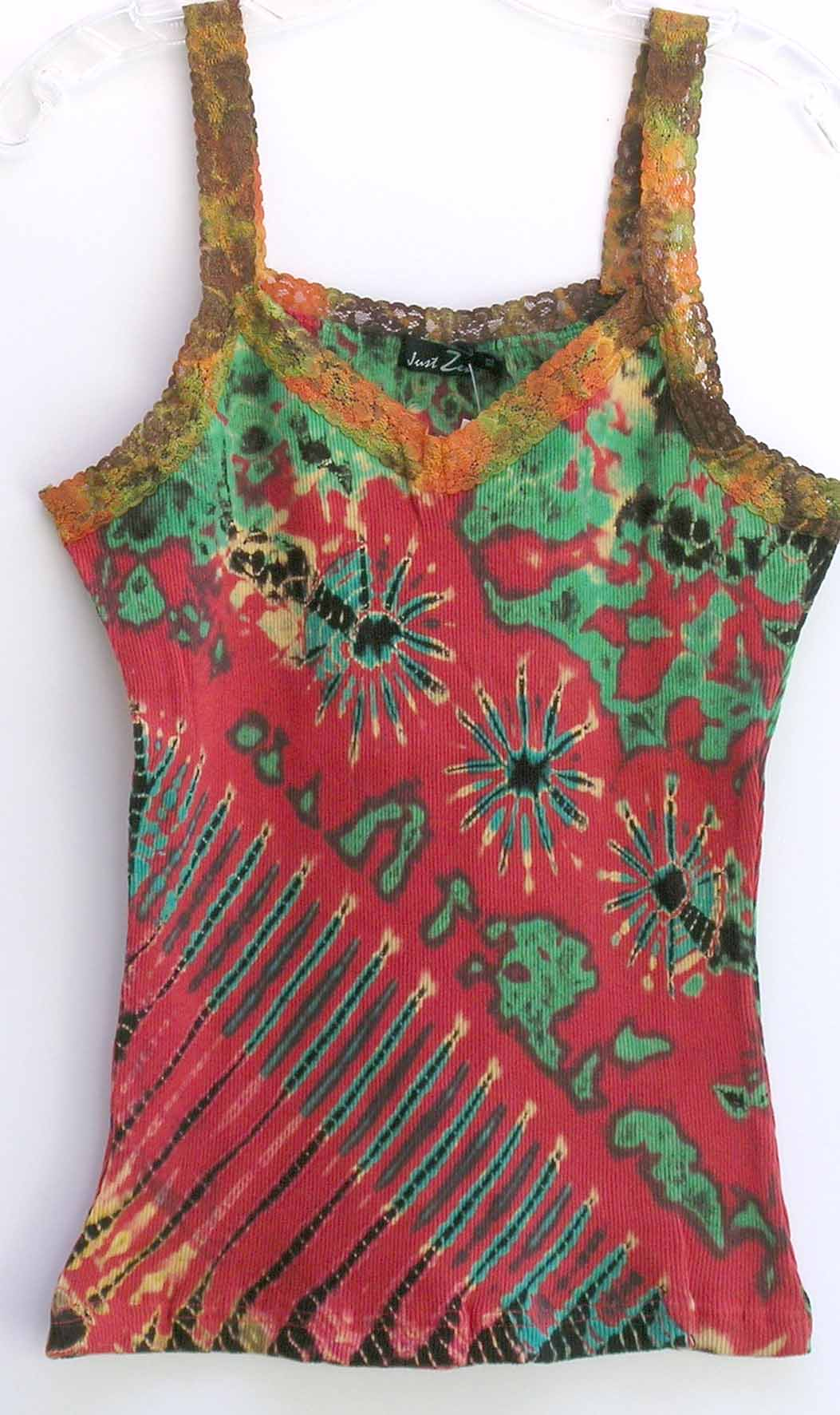
تاپ بندی
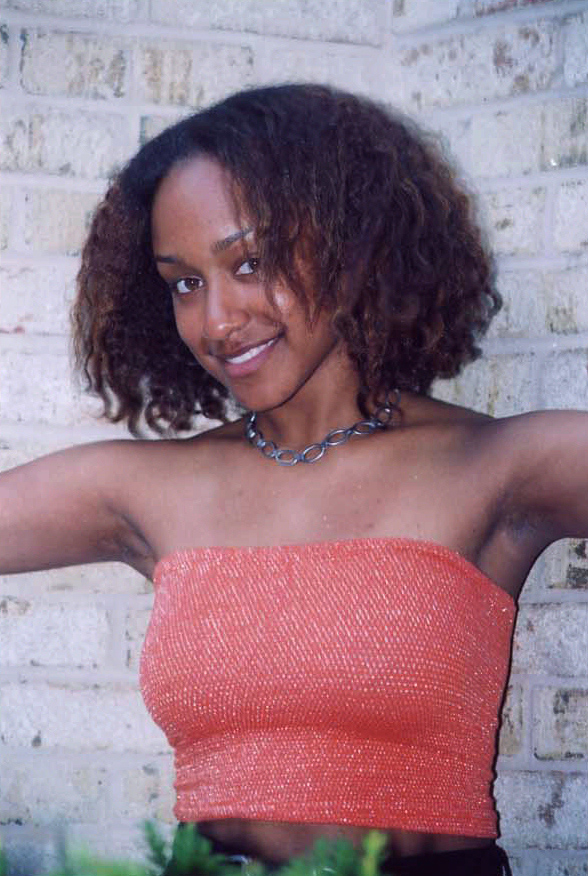
تاپ بدون بند
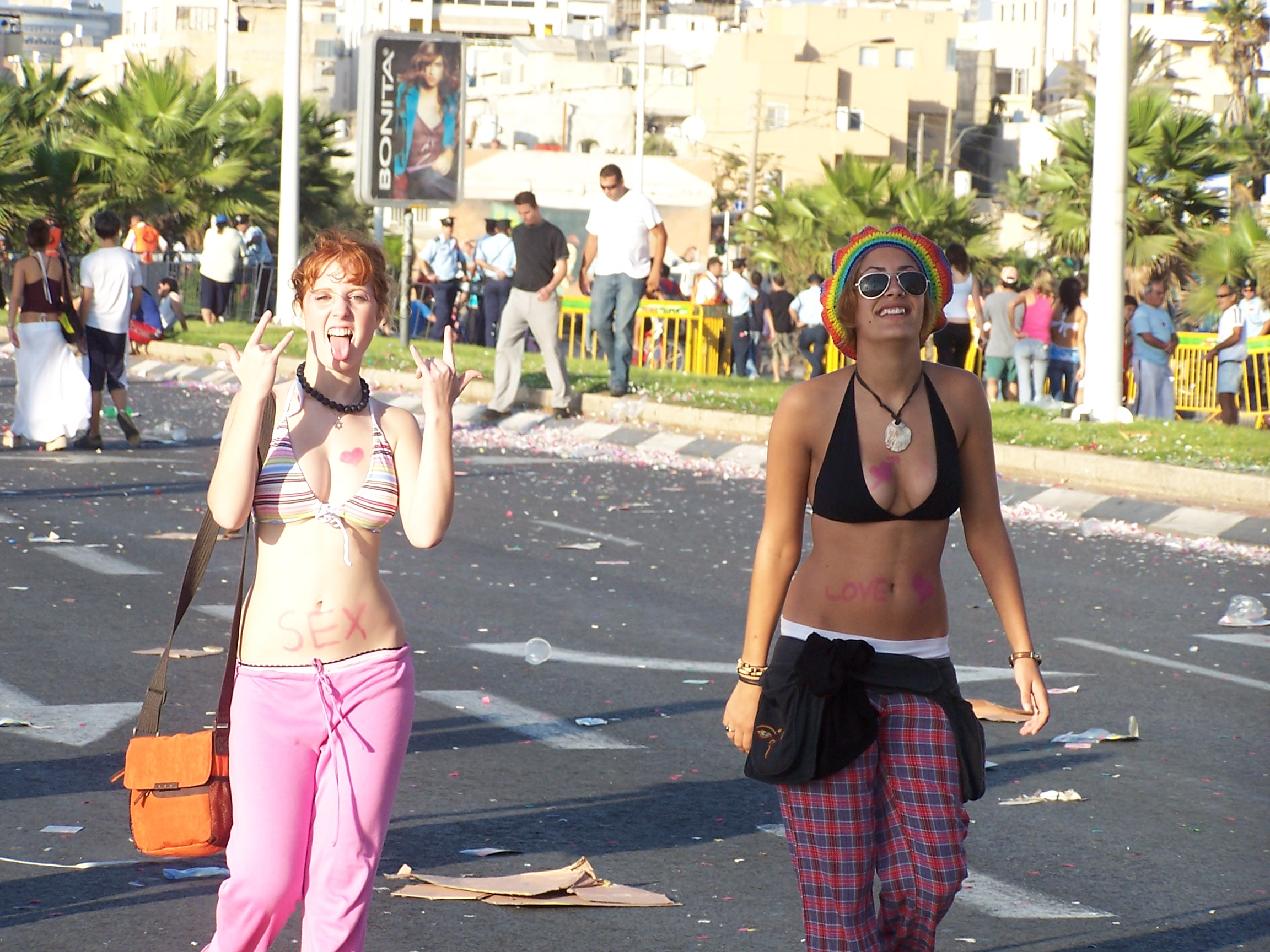
تاپ با بند دور گردن

## انواع
| تصویر | نوع          | توضیح                                                      |
| ----- | ------------ | ---------------------------------------------------------- |
|       | تی‌شرت        | با آستین، نیمه یا پر.                                      |
|       | زیرپوش رکابی | بدون آستین، شاید فقط بند روی شانه.                         |
|       | تاپ کوتاه    | high waistline, exposing شکم.                              |
|       | تاپ بدون بند | no sleeve, no strap over shoulder, just wraps around bust. |
|       | Jean top     | A top made out of دنیم fabrics.                            |